# Pier Paolo Gasperoni
Pier Paolo Gasperoni (1950-1997) est un homme politique saint-marinais, Capitaine-régent de Saint-Marin à deux reprises entre 1985 et 1996. Il est membre de l'Assemblée parlementaire du Conseil de l'Europe du 28 janvier 1991 au 2 juillet 1993.